# Cembranos
Cembranos es una localidad española perteneciente al municipio de Chozas de Abajo, en la provincia de León, comunidad autónoma de Castilla y León. Cuenta con una población de 932 habitantes (INE 2021).
Está situado en la N-630, aproximadamente 15 kilómetros al sur de la ciudad de León, en dirección a Benavente. Sus fiestas patronales son el 2 de febrero (Las Candelas) y el 15 de agosto (La Virgen Asunción).

## Toponimia
Se tienen registros del nombre del pueblo desde el siglo X. En otras épocas el pueblo fue conocido como Cimbranos, Zambranos o Zembranos.
Se han aventurado distintas teorías para el origen del nombre "Cembranos". La primera, la más popular, alude a que el nombre proviene de "Zamoranos", ya que el pueblo se sitúa entre dos ciudades como son Zamora y León, y además la carretera que unía las dos urbes era denominada "Carrera Zamorana" o "Zembrana".
La existencia de raíces similares en los nombres de lugares no relacionados con Zamora abre la puerta a más interpretaciones. Algunos autores derivan los nombres del árabe zammur, que añadido al sufijo -anos puede derivar en Cembranos. No obstante, esta teoría se ve desacreditada por la existencia de localidades con esa raíz lingüística en Orense y el País Vasco.
También del origen árabe se relaciona con la palabra zamor ("rojizo"), que añadido al sufijo -anos nos puede resultar en el nombre. Esto indicaría que el nombre de Cembranos significa "habitantes de la tierra rojiza". Por el contrario, no tiene mucho apoyo por la misma razón que la anterior teoría. 
Otros por el contrario apuntan a una hidronimia con la raíz Sam-, de la que derivan muchos ríos y localidades del noroeste de España. De samura derivaría Zamora, y de samara derivaría samaranos, sambranos y, por último, Cembranos. Esta teoría se sustenta en que Cembranos se sitúa al lado de un arroyo (Arroyo de Valdetoya, del Valle o de Los Antimios) afluente del río Esla.

## Geografía
Se encuentra en la Carretera Nacional N-630.
Limita con las siguientes localidades:
Al N con Viloria de la Jurisdicción
Al E con Vega de Infanzones y Grulleros
Al S con Ardón y Valdevimbre
Al O con Banuncias
Al SO con San Cibrián de Ardón y Cillanueva
Al NO con Antimio de Abajo

## Historia
Diversas fuentes medievales hablan de una vía que comunicaba León con las ciudades al sur, llamada Carrera Zembrana o Zamorana, que pasaba por Zamora y Valladolid. Así nace Cembranos.
La primera aparición de Cembranos data de 1088, año de las Cortes Leonesas, nombrado como Zambranos. Pasado un tiempo, esta localidad es adscrita al Marquesado de Astorga y, como consecuencia, es reconocida como señorío de Escobar, miembros de la aristocracia maragata.

Quizá el edificio más importante de Cembranos fuese la casa de los Escobar, que data del siglo XVII, propiedad de los que fueran dueños del Señorío de Cembranos desde aproximadamente 1730 hasta casi el siglo XX. En su fachada se podían ver los blasones del pueblo. Los restos mortales de los últimos miembros de la familia están enterrados en el campo anexo a la iglesia, a la sombra de dos imponentes cipreses, mientras que los restos de los miembros anteriores de la familia se localizan bajo el suelo del altar de la iglesia, en el interior de la misma.

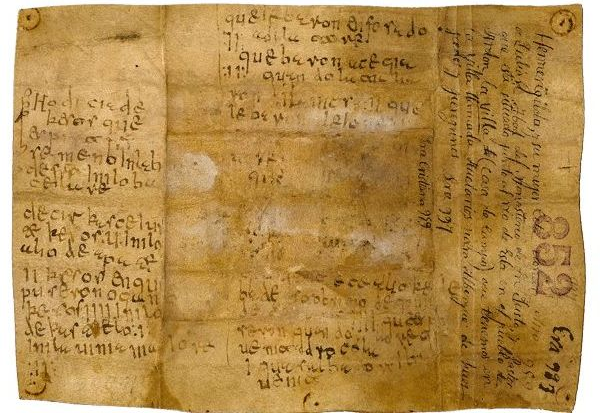
El Manuscrito de Rozuela, también conocido como Nodicia de kesos, es un pergamino reutilizado del considerado uno de los primeros textos en protorromance peninsular.

### Manuscrito de Rozuela
Artículo principal: Nodicia de kesos
Según se recoge en el libro sobre el municipio de Chozas escrito por Matías Díez Alonso, la lengua castellana nació en Rozuela, en el monasterio de San Justo y San Pastor (hoy derruido) de la localidad de Cembranos. Dicho monasterio se situaba entre los pueblos de Cembranos y Ardón, en la ribera del Río Esla.
Datado en torno al año 974-980, fue elaborado sobre un manuscrito más antiguo, fechado en el año 956, que contenía un documento de donación. Es un pergamino con alrededor de medio centenar de palabras, reutilizado por un monje encargado de la despensa del monasterio de los Santos Justo y Pastor para hacer un inventario de quesos. Es un texto redactado sin ataduras ni encorsetamientos más alejado de las rígidas normas del latín, por lo que se trata de un texto libre y espontáneo que recoge de manera fehaciente el habla coloquial de la época.
El texto mezcla expresiones latinas con otras romanceadas, todo de la misma mano, con notable evolución fonética, que transformaría el lenguaje latino en un nuevo lenguaje romance, que comenzaba a ver la luz en los scriptorium de los monasterios. No obstante, es una declaración atrevida denominar al Manuscrito de Rozuela el primer texto en castellano, ya que no se ha diferenciado lo suficiente del latín romano.

## Demografía
| 2000 | 2001 | 2002 | 2003 | 2004 | 2005 | 2006 | 2007 | 2008 | 2009 | 2010 | 2011 | 2012 | 2013 | 2014 | 2015 | 2016 | 2017 | 2018 | 2019 | 2020 | 2021 | 2022 | 2023 | 2024 |
| ---- | ---- | ---- | ---- | ---- | ---- | ---- | ---- | ---- | ---- | ---- | ---- | ---- | ---- | ---- | ---- | ---- | ---- | ---- | ---- | ---- | ---- | ---- | ---- | ---- |
| 428  | 412  | 425  | 402  | 405  | 461  | 524  | 575  | 656  | 728  | 767  | 804  | 795  | 824  | 832  | 877  | 872  | 893  | 899  | 911  | 896  | 932  | 947  | 955  | 959  |

Fuente: INE

## Lugares destacables

### Polideportivo Municipal de Cembranos
Este pabellón, anteriormente descubierto, se sitúa al lado del colegio. Se pueden observar pinturas al aire libre de distintas personalidades del pueblo.

### Colegio de Primaria de Cembranos
El Colegio de Cembranos, situado en la Calle Ancha, está siendo partícipe de ampliaciones cada cierto tiempo. Adscrito al Colegio Rural Agrupado de Villacedré, dispone de clases hasta 6º de Primaria, así como comedor y patio de juegos.

### Estatua de Alfonso Fidalgo
Establecida en 1996 en honor al atleta paralímpico Alfonso Fidalgo, ganador de 5 medallas de oro y 1 de plata en atletismo adaptado (lanzamiento de disco y de peso) tres ediciones de los Juegos Paralímpicos, entre otras distinciones.

### Piscinas Municipales de Cembranos
Están situadas al norte del pueblo, próximas a la N-630, y en su amplia superficie constan de dos piscinas y un bar a la entrada. Son piscinas al aire libre, por lo que sólo permanecen abiertas durante los meses de verano.

### Cigarral de Cembranos
Situado en la carretera que une las localidades de Cembranos y San Cibrián, dispone de jardines y salones para celebrar ceremonias.

### Iglesia de Santa María
La Iglesia de Santa María (o Iglesia de La Asunción), en Cembranos, es el edificio más importante. Consta de una sola nave y de una torre cuadrangular, donde se encuentra el campanario, dispuesto con cuatro troneras y dos campanas.  
La entrada de la iglesia es de estilo renacentista, pudiéndose remontar al siglo XVI. La torre de la iglesia está constituida por fábrica mixta de piedra tapial y ladrillo, con una cubierta es de teja cerámica árabe sobre estructura de madera. Su retablo mayor y su altar son barrocos, mientras que el arco, que divide el altar y la nave central, es de estilo gótico, remontándose su construcción hasta el siglo XIII. Se cree que las piedras empleadas para la construcción del arco fueron traídas desde la Catedral de León.  
En el retablo se presenta la imagen principal de la Virgen María, pero en otras épocas su lugar estuvo ocupada por la Virgen Asunción, sustituida por la Virgen María tras su desaparición.